# هاري آرتز
هاري آرتز هو سياسي هولندي، ولد في 9 مارس 1930 في سيرتوخيمبوس في هولندا، وتوفي في 25 مارس 2020 في تيلبورخ في هولندا بسبب مرض فيروس كورونا 2019. نشط حزبياً في الحزب الكاثوليكي الشعبي وحزب النداء الديمقراطي المسيحي. وقد انتخب عمدة هولندي ‏ وانتخب ممثل الجمعية البرلمانية لمجلس أوروبا ‏ لترشحه ضمن قائمة هولندا، (25 يناير 1982 – 4 نوفمبر 1993) وانتخب عضو مجلس نواب هولندا ‏.